# Plaza de Armas de San Juan

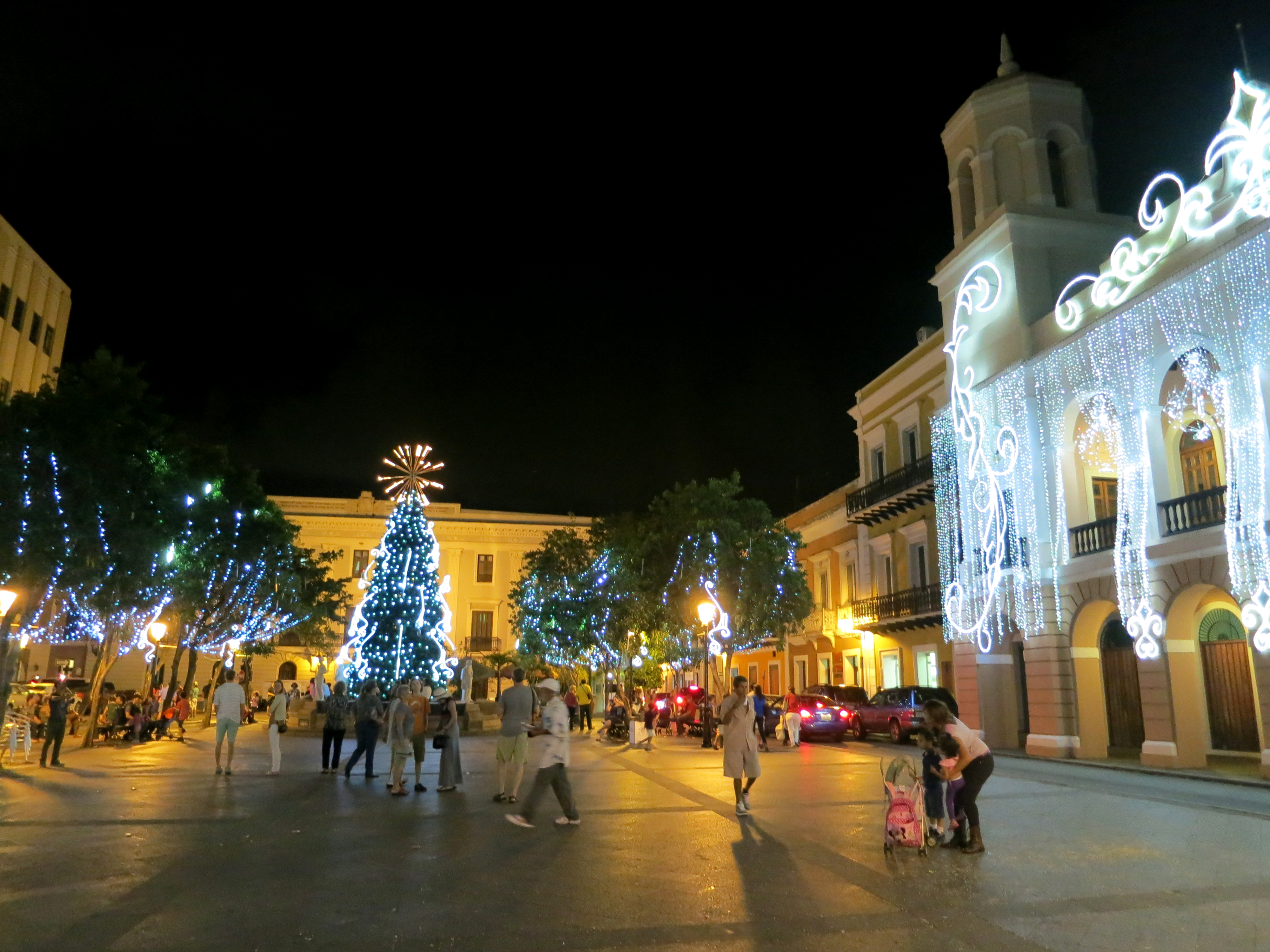
Plaza de Armas durante la Navidad.

La plaza de Armas de San Juan, antiguamente plaza Mayor de San Juan, se encuentra entre las calles Fortaleza y San Francisco del Viejo San Juan. Tropas españolas practicaban ejercicios militares allí, dando la plaza de su nombre. Fundada en 1521 como la plaza central de la ciudad, sirvió principalmente como un mercado hasta 1851. Fue entonces que el gobernador Juan de la Pezuela ordenó la remodelación de la plaza en un paseo público adornado con fuentes y cuatro estatuas en sus esquinas que simbolizaban la Industria, Comercio, Agricultura y Navegación. Luego a mediados de siglo pasado las estatuas fueron trasladadas al Paseo de la Princesa y en su lugar, en las cuatro esquinas de la Plaza fueron colocadas cuatro estatuas de mármol que representan las estaciones de otoño, invierno, verano y primavera, que habían sido encargadas en 1856 a «la madre patria», para ser colocadas en el Paseo La Princesa.

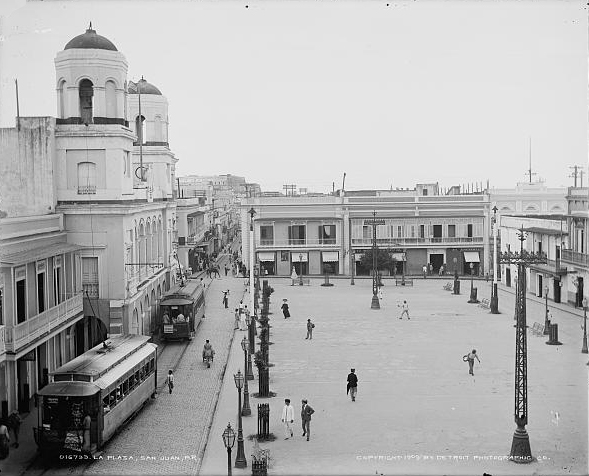
Plaza de Armas con tranvía eléctrico (hacia 1902)

En sus alrededores están la Alcaldía de San Juan o el Ayuntamiento, centro de la gobernación municipal capitalina, la Diputación Provincial y el edificio de la Intendencia.
La alcaldía se encuentra en el extremo norte de esta plaza. Construida en etapas desde 1604 hasta 1789. Durante la década del 1840, fue restaurada sustancialmente y se le agregaron las características torres gemelas del edificio, estas torres fueron diseñadas para parecerse a la contraparte del edificio del Ayuntamiento de Madrid, cumpliendo así con la intención de sus diseñadores originales. Durante el siglo XIX la plaza también recibió los nombres de «plaza de la Constitución» y «plaza de Alfonso XII».
El escudo de la ciudad, trabajado en piedra, corona la cornisa de la estructura. El carácter solemne de la gran escalera de la Alcaldía, que conduce a la oficina del alcalde, es único entre los palacios de San Juan.

## Inicios
En un estudio por el Centro de Investigaciones CARIMAR sobre el diseño urbano plasmado a inicios de la ciudad en el siglo XVI, y dado que las fuentes cartográficas y demográficas son escasas, concluyó en su libro, San Juan: Historia Ilustrada de su desarrollo urbano, 1508-1898, lo siguiente;

El autor Aníbal Sepúlveda Rivera, del libro «San Juan: Historia Ilustrada de su desarrollo urbano, 1508-1898»  expone:

En el punto de vista del diseño urbano no fue arbitraria la ubicación de los primeros y más importantes hitos de la ciudad en el siglo XVI; en la cual influyeron aspectos de carácter religioso, militar y geográfico que predeterminaron los ejes sobre los que se ubicarían los hitos religiosos, militares y los espacios abiertos del antiguo asentamiento. De este modo, la Plaza Mayor (hoy Plaza de Armas) forma parte de un centro geográfico del asentamiento, dentro de un cuadrelatero rectangular formado por 20 manzanas, varias de ellas de diferentes formas rectangulares.

La idea de ubicar el lugar de reunión militar en el centro geográfico fue tener fácil acceso a todos los puntos de defensa, un plan muy de acuerdo con las máximas de planificación militar de ese período en la historia urbana europea, y es muy probable que el tamaño de la plaza lo determinaron también el espacio requerido para la guarnición. Esta planificación probablemente determino el punto de partida para el futuro desarrollo urbano de la ciudad!, influenciada por la tradición de la planificación urbana romana en la península ibérica.

## Fuente las cuatro estaciones

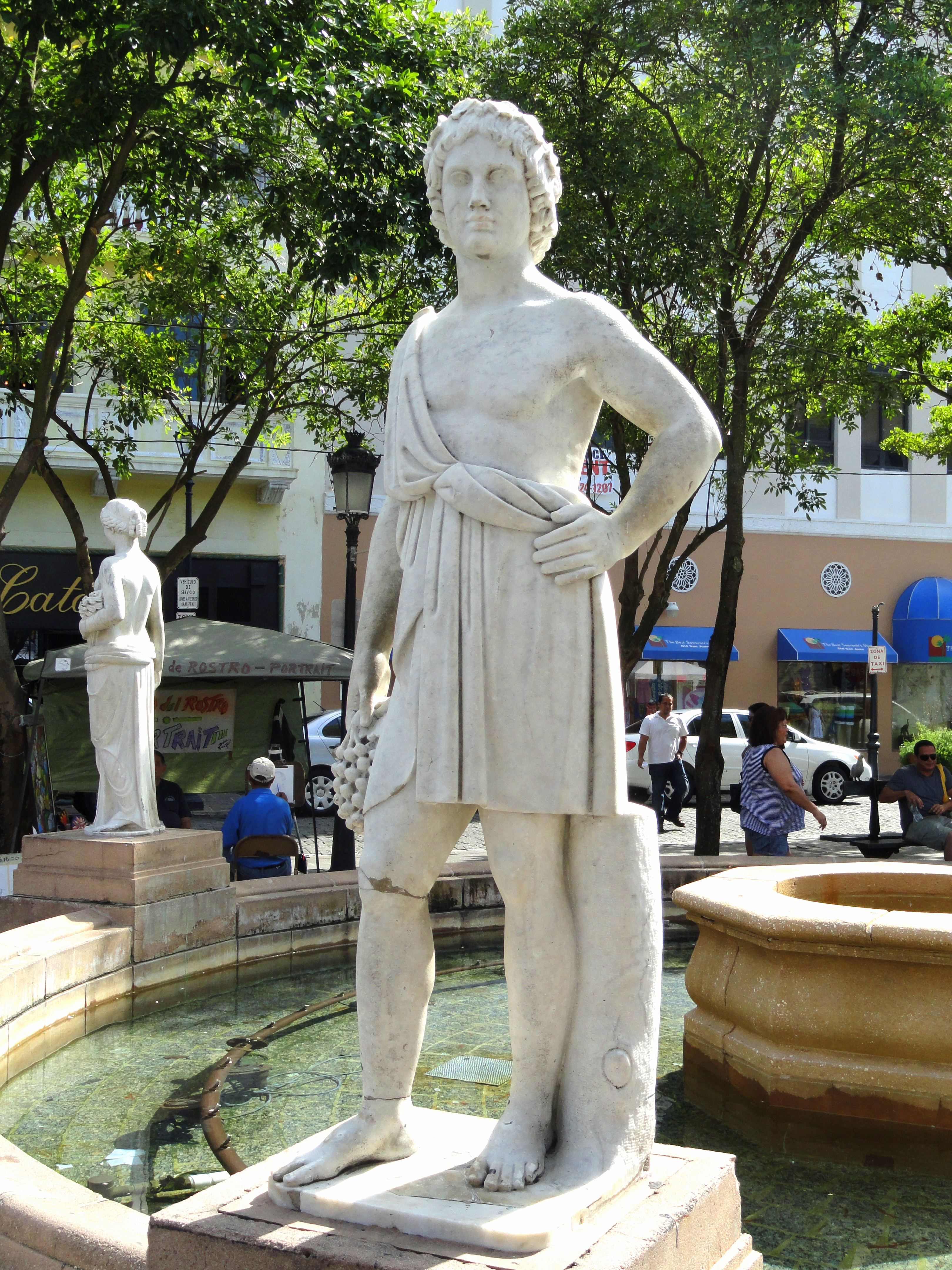
Otoño
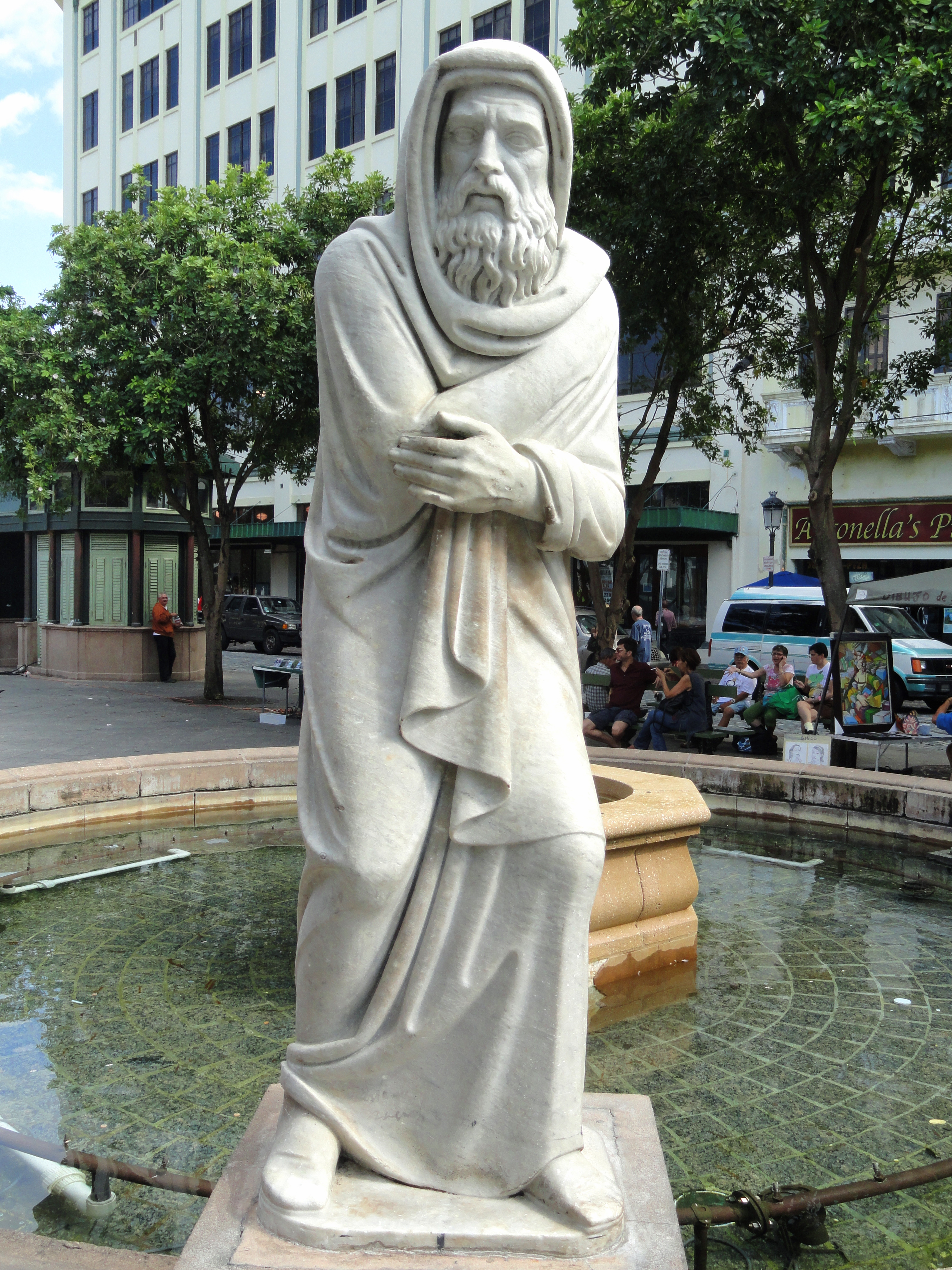
Invierno
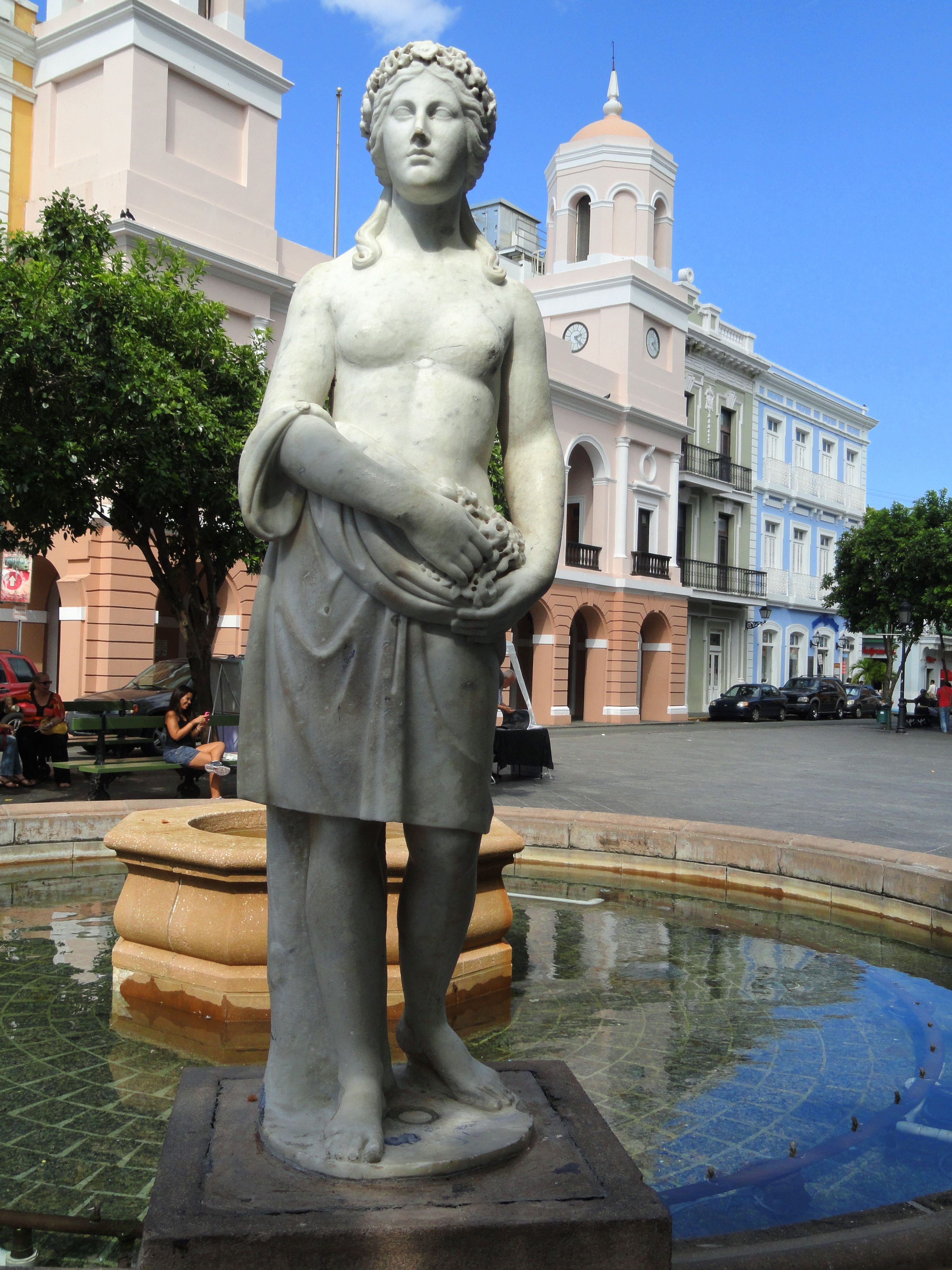
Primavera
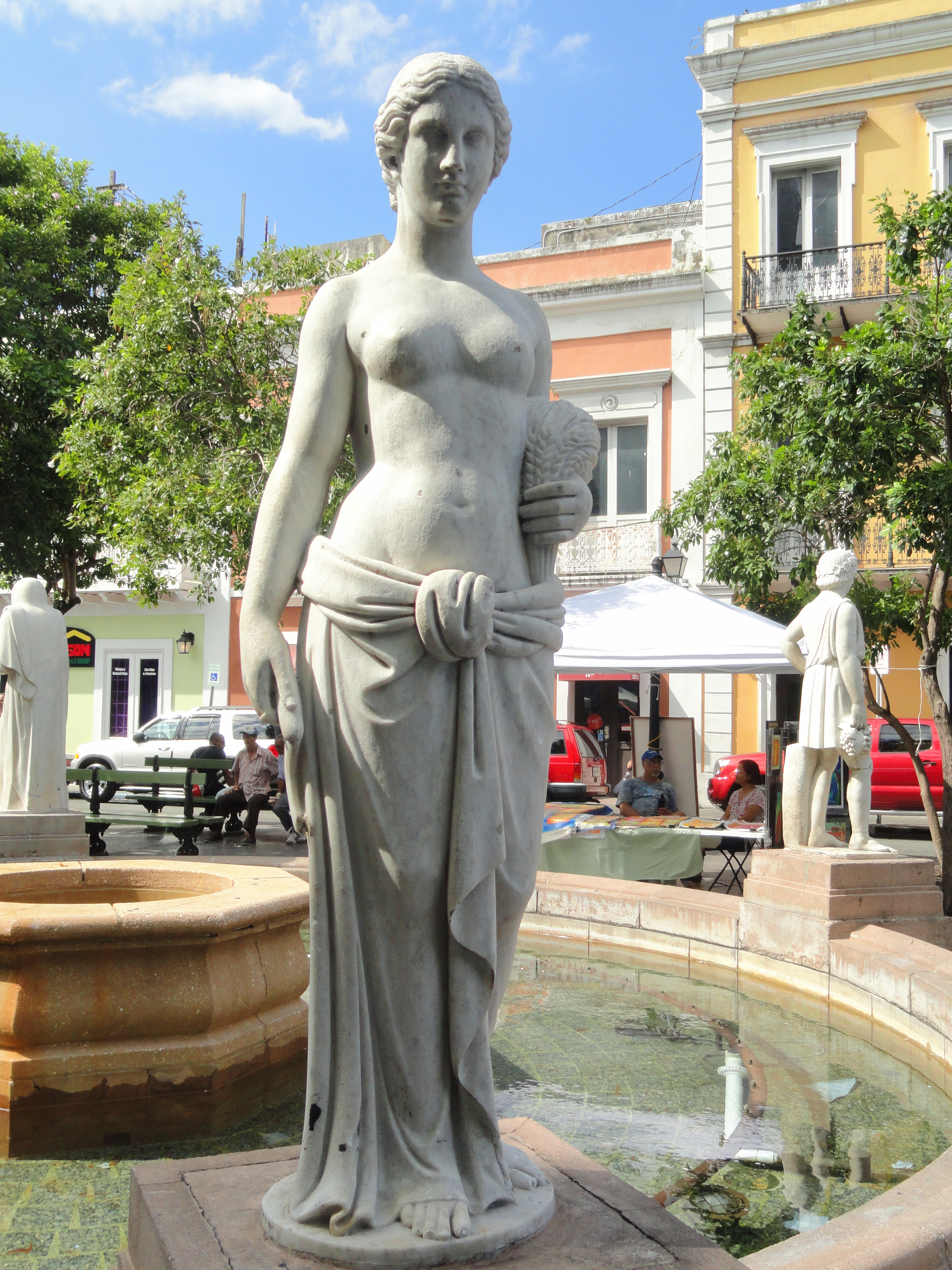
Verano